# Clemons Spur
Der Clemons Spur ist ein blanker Felssporn im westantarktischen Queen Elizabeth Land. Im Dufek-Massiv der Pensacola Mountains ragt er unmittelbar südlich des Forlidas Ridge auf.
Benannt ist der Felssporn auf Vorschlag des US-amerikanischen Geologen Arthur B. Ford vom United States Geological Survey nach Samuel D. Clemons von der United States Navy, der als Mitglied der Flugstaffel VX-6 an der Luftunterstützung des Survey in den Pensacola Mountains zwischen 1965 und 1966 beteiligt war.